# Amrep Xmas
Amrep Xmas es el tercer álbum en directo de la banda Unsane, lanzado en 1997 por Man's Ruin Records. "Four Sticks" es un cover de Led Zeppelin originalmente aparece en Led Zeppelin IV. Fue registrado en el Turf Club de Saint Paul (Minnesota) el 20 de diciembre de 1996 durante la fiesta de Navidad de Amrep Industries.

## Recepción
Patrick Kennedy de Allmusic escribió acerca del álbum: "Sin duda capta la intensidad maníaca de la banda tocando en vivo, pero hay algunos problemas técnicos, incluyendo cintas que se terminan, un cambio de reel inoportuno, y algunos pequeños errores en la ejecución de las canciones".

## Canciones
1. "Sick"
2. "Straight"
3. "Out"
4. "No Soul"
5. "Can't See"
6. "Body Bomb"
7. "Test of Faith"
8. "Swim"
9. "Four Sticks"
10. "Empty Cartridge"
11. "Get Off My Back"
12. "Special Guest Appearance"

## Créditos
- Vincent Signorelli – batería
- Chris Spencer – guitarra, voz
- Dave Curran – bajo